# 基因決定我愛你
《基因決定我愛你》（英語：DNA Says Love You），是一部台灣青春BL偶像劇。由郝心翔執導，林暉閔、黃新皓、郭宇宸、林煒傑、黃云歆主演，於2022年3月14日上架。

## 播出時間

### 網路
| 頻道/影音    | 所在地       | 播映日期      | 播出時間          | 備註         |
| ------------ | ------------ | ------------- | ----------------- | ------------ |
| KKTV         | 臺灣         | 2022年3月14日 | 每週一 12:00 上架 | 首週連播二集 |
| 愛奇藝國際版 | 臺灣         | 2022年3月14日 | 每週一 12:00 上架 | 首週連播二集 |
| Rakuten TV   | 日本         | 2022年3月14日 | 每週一 12:00 上架 | 首週連播二集 |
| GagaOOLala   | 亞洲服務地區 | 2022年3月14日 | 每週一 12:00 上架 | 首週連播二集 |

## 劇情
青梅竹馬的浦樂建（黃新皓飾演）、莊喜玟和謝雨荷（黃云歆飾演），在不曾經歷分離的童年許下一輩子互相陪伴的誓言。孰料，幾乎沒有理由的道別，將樂建、喜玟兩人徹底抽離彼此的生命中。數年後，當樂建正苦於自己經營的探險頻道流量下滑，一名神秘的海歸的青年Amber（林暉閔飾演）出現了。他提供了私房景點「歸來庵」…

## 演員列表

### 主要演員
| 演員   | 角色   | 介紹 |
| 林暉閔 | Amber  | 20歲，大二，天秤座，長住海外。 喜歡簡約風穿搭、黑白配色。相當愛吃甜食，背包裡常備棉花糖跟棒棒糖，三不五時就拿出來吃。總是胡思亂想、優柔寡斷，他是有選擇障礙的天秤座。小時候父母都很忙，常常把他托給保母照顧，讓他很孤單。缺少陪伴的他不敢接近人群。平常總是皮笑肉不笑，跟浦樂建在一起的時候才有機會捕捉到他發自內心的笑容。在海外待了十年，為了傾聽自己內心真實的聲音而回到台灣。 |
| 黃新皓 | 浦樂建 | 阿樂 20歲，大二，巨蟹座，性格耿直的陽光男孩。 不怎麼在意外表，覺得只要乾淨、舒服就好。小時候與莊喜玟、謝雨荷總是形影不離。對愛情相當遲鈍，他的世界分成「還沒成為朋友的人」、「朋友」、「好朋友」、「超級好朋友」幾種人，就是沒有「敵人」這個選項。在他很小的時候，爸爸離世，從此與母親相依為命，經常覺得很對不起母親。                                                            |
| 郭宇宸 | 琯宇宸 | 阿琯 23歲，處女座，非常認真、一板一眼，頭髮梳得服服貼貼，戴著眼鏡，宛如從九零年代日劇裡走出來的角色。說話咬文嚼字、凡事都講求按照SOP，知道小李最喜歡自己。 學霸，從小到大都是班長。比較不擅言詞，不懂表達自己。個性有時會過太認真，常被小李念。比較成熟，有點像是老師。他和小李都很我行我素，不在乎他人眼光的人，兩人性格看起來南轅北轍，其實一路走來，建立了革命情感。           |
| 林煒傑 | 李慶龍 | 小李 20歲，射手座，喜歡花俏的穿搭，頭髮也染得很誇張。不喜歡被當成流氓，他覺得自己是俠客，而且他不菸不酒不飆車。個性路見不平，講話速度快，但字字分明，其實心思細膩。行動派，一有什麼點子就會馬上實行，但大多都是餿主意。跟阿琯是情侶關係，平日對待對方有點粗暴，但這其實是他愛的表現。                                                                                             |
|        | 謝雨荷 | 20歲，大二，獅子座，浦樂建的同班同學。 外表看起來成熟、笑容甜美，喜歡鮮豔的顏色，就算冬天也不會穿太厚重的衣服（因為顯胖）。相當堅強，不會輕易掉淚，敢愛敢恨、有話直說的性格，是個大嗓門。富有正義感到了有點雞婆的地步，要是被人嗆聲會毫不猶豫地跟人吵起來。面對浦樂建和他的狐群狗黨搗亂時她總是扮演吐槽的角色。                                                                   |

### 特別演出
| 演員   | 角色   | 介紹 |
| 姚黛瑋 | 浦媽   | 浦樂建的媽媽 由於樂建父親早逝，獨自拉拔樂建長大，這可說是她的生活重心。對樂建老是往危險的地方跑感到無奈，雖然知道兒子已經長大，但仍忍不住嘮叨。擅長做菜、富有耐心，樂建的廚藝就是她手把手教出來的。                                                      |
| 李見騰 | 謝見騰 | 謝雨荷的哥哥 30歲，水瓶座，咖啡廳老闆，外表三十出頭，其實更年輕一點。 雨荷的親哥，穿的衣服總是舊舊的，頭髮也隨意批散在臉上。雖然他經營父母留下的咖啡廳不是為了賺錢，但要是再沒收入就會倒店，他不願離開這個充滿回憶的地方，在緊要關頭他還是很有行動力的。 |
| 葉泓毅 | 浦樂建 | 童年時的浦樂建。 |
| 宋亭頤 | 謝雨荷 | 童年時的謝雨荷。 |
| 朱雅琪 | 莊喜玟 | 童年時的莊喜玟。 |

### 其他演員
| 演員   | 角色                          | 介紹 |
| 蕭鴻文 | 老張                          |      |
| 曹月娥 | 後山奶奶 （聲音演出：吳碧蓮） |      |
| 張竣翔 | 燕青                          |      |
| 白欣平 | 阿蓉                          |      |
| 劉昌翰 | 醫生                          |      |
| 陳靜萱 | 餐廳顧客                      |      |

## 歌曲
| 曲別   | 曲名                             | 演唱      | 作詞作曲                          |
| ------ | -------------------------------- | --------- | --------------------------------- |
| 片頭曲 | Bye了極限 （页面存档备份，存于） | 黃氏兄弟  | Diiton、Shawn尚融、吳易緯、JerryC |
| 片尾曲 | 蝴蝶 （页面存档备份，存于）      | 柏霖      | 柏霖、JerryC                      |
| 插曲   | 曖昧關係                         | Shawn尚融 | Shawn尚融、江柏翰、JerryC         |
| 插曲   | 決定我愛你                       | 徐暐翔    | 張簡君偉                          |

《基因決定我愛你》音樂部分和索尼音樂合作，索尼音樂邀請優秀的創作人一起用音樂打造最具傳唱度的好歌，為戲劇加分。片頭是由黃氏兄弟演唱的《Bye了極限 （页面存档备份，存于）》，片尾曲是由最近在《聲林之王3》節目中備受矚目的柏霖演唱《蝴蝶 （页面存档备份，存于）》，插曲由新人徐暐翔演唱《決定我愛你》以及Shawn尚融演唱的《曖昧關係》。

## 各集標題
| 集數 | 標題           | 上架時間      |
| 1    | 遺落的秘境     | 2022年3月14日 |
| 2    | 意外的伯樂     | 2022年3月14日 |
| 3    | 未了的心願     | 2022年3月21日 |
| 4    | 似曾相識       | 2022年3月28日 |
| 5    | 家人般的朋友   | 2022年4月4日  |
| 6    | 消失的愛       | 2022年4月11日 |
| 7    | 未盡之緣       | 2022年4月18日 |
| 8    | 沈默的緣由     | 2022年4月25日 |
| 9    | 說不出口的秘密 | 2022年5月2日  |
| 10   | 已經無法回頭   | 2022年5月9日  |
| 11   | 心中的答案     | 2022年5月16日 |
| 12   | 不再放手       | 2022年5月23日 |

## 製作團隊
- 導演：郝心翔
- 執行導演：黃俞婕
- 監製：楊志光
- 製作人：辛誌諭
- 編劇統籌：王盈今
- 編劇：陳冠妤
- 製作公司：大川大立
- 出品公司：大川大立、柒拾陸號原子、達騰娛樂、株式会社ABC

製作人辛志諭表示：「早在一年半前開始發想劇本時，就想到其中一個重要的角色特別適合林暉閔，於是我就默默注意了暉閔分別在《緝魂》及《神之鄉》各自精彩細膩的演出，心裡也就更篤定同時也跟郝心翔導演取得默契，覺得這次設定這個有難度的角色非林暉閔來演不可。」
導演郝心翔表示：「這次攝影上我們大部分都是呈現明亮通透的風格，以最乾淨純粹的畫面描寫澄徹的愛情。然後我們也有大量的冒險劇情，這邊只會用較類型的方式去拍攝，希望呈現時而恐怖詭譎時而奇幻瑰麗的視覺體驗，很明顯地有別於以往BL劇的拍攝方式。」

## 外部連結
- （繁體中文）基因決定我愛你的Facebook專頁
- （繁體中文）基因決定我愛你的Instagram帳戶